# 4 de 8

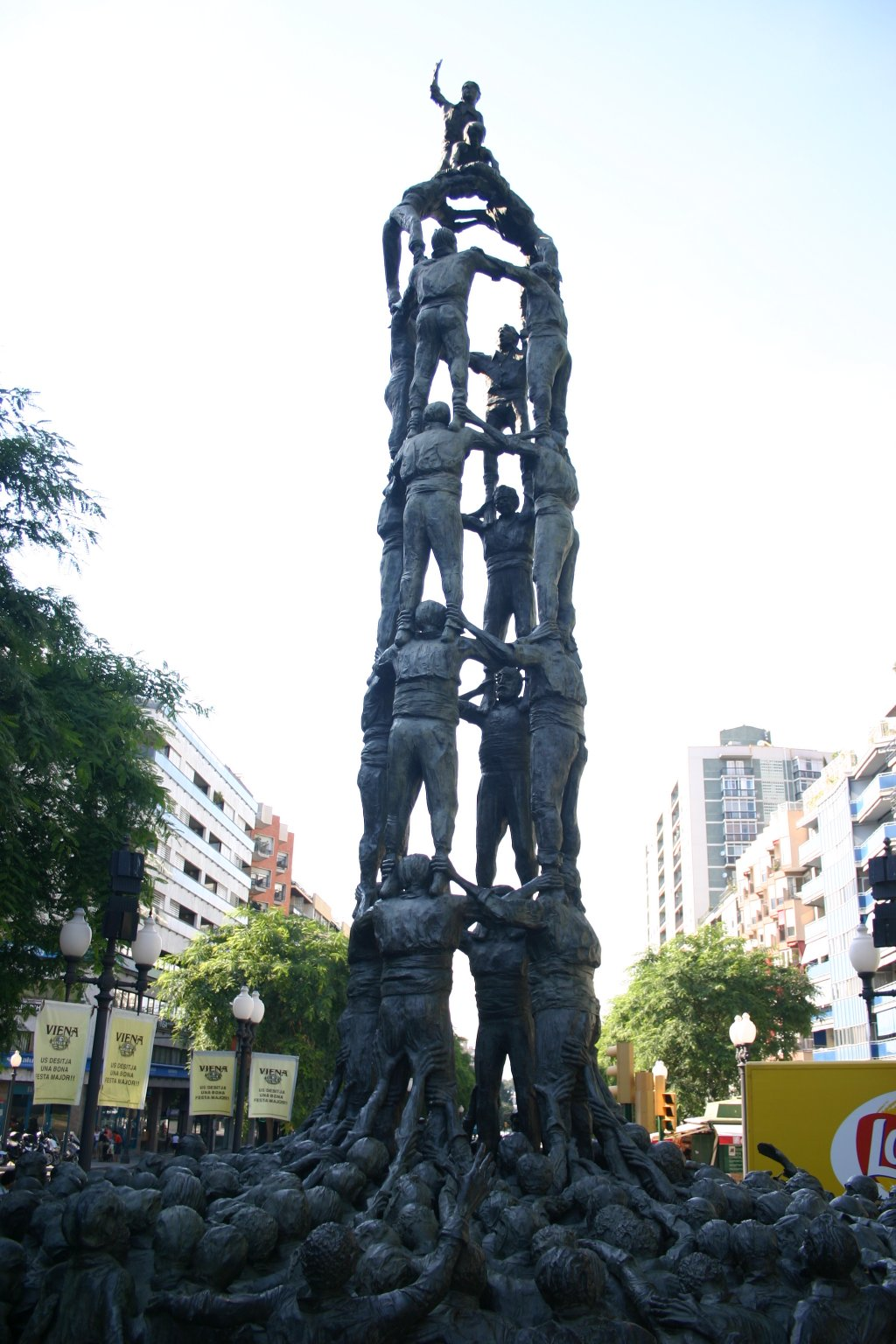
Monument als castellers que representa un 4 de 8, situat a la Rambla Nova de Tarragona.

El 4 de 8 és un castell de 8 pisos d'alçada i 4 castellers per pis en el seu tronc, excepte els tres pisos superiors que són formats, com en la majoria de castells, per una parella de dosos, un aixecador i un enxaneta. Sol ser el primer castell de vuit pisos que habitualment assoleixen les colles castelleres. Popularment també és conegut amb el nom del "carro gros".

## Història

### Delseglexixa 1908; regularització i desaparició
És un castell que va ser assolit al segle xix, durant la primera època d'or dels castells per part de les dues colles de Xiquets de Valls, aproximadament durant el segon quart de segle. Aquesta construcció va anar adquirint força i popularitat pel rodatge de castellers de tronc que fomentava entre les agrupacions vallenques, sent doncs notablement regular a les places durant tota la resta del segle xix. Fins i tot arribà a ser considerat més difícil que el 3 de 8, tot plegat a causa de la dificultat per trobar prou camises capaces de pujar-hi.
Amb el període de decadència va acabar sent l'últim castell important en perdre's, el darrer dels quals se'n sap que fou assolit al 1908. Altres estructures com el 3 de 8, el 2 de 7 o el pilar de 6 es perderen diversos anys abans.

### De 1908 a 1936; revifalla i nova pèrdua
El primer 4 de 8 carregat aconseguit durant la renaixença castellera, fou realitzat per la Colla Vella dels Xiquets de Valls el 28 d'agost de 1932 a L'Arboç, essent aquest el primeríssim intent d'un castell de la gamma de vuit després de gairebé tres dècades. Pocs dies després per Sant Fèlix el coronava la Colla Nova de Valls, de mode que es fomentà un potent signe de la recuperació castellera.
La Nova de Valls descarregaria el primer des de la temporada 1908 durant la diada de Sant Fèlix de 1933, aconseguint una fita de gran importància per a la consolidació de la gamma de vuit. Des d'aquest èxit, la Nova seria la clara dominadora del 4 de 8 fins a arribar a la Guerra Civil (1936-1939); descarregant-ne 14, carregant-ne 3 i deixant en intent 7 entre 1932 i 1936. El primer castell de vuit no vallenc efectuat amb èxit es pogué veure carregat amb la temporada 1935, a càrrec dels Mirons del Vendrell, i fins i tot fou provat per la Colla Vella dels Xiquets de Tarragona puntualment, tot i que acabà en intent.
Cal destacar l'alta accidentalitat del 4 de 8 entre 1932 i 1936, car un 55'3% de les proves acabaren en intent i un 12'8 en carregada, deixant una potent taxa de caigudes. Només un 31'9% foren descarregats, i quasi majoritàriament per part de la Nova de Valls (14 de 15). Per altra banda, cal subratllar que no es va efectuar cap intent desmuntat, sent un castell al qual no se li atorgava possibilitat de retrocés.

### De 1936 a 1946; la lenta reaparició del carro gros
El conflicte bèl·lic viscut a escala nacional va minvar radicalment el nivell del panorama casteller de l'època, i quantioses estructures van desaparèixer a conseqüència de tal guerra; entre elles, el 4 de 8. Començat el xoc armat, ja no es veuria cap carro gros fins a arribar a la temporada 1939. Durant la diada de Sant Fèlix, celebrada el 30 d'agost de 1939 a Vilafranca del Penedès, els Nens del Vendrell van fer el primer intent de 4 de 8 sense carregar-lo.
El panorama casteller vallenc també es va veure greument afectat, i les dues entitats de Valls van ser forçades a unir-se sota una mateixa colla fusionada, els Xiquets de Valls, que seria més coneguda com La Barreja (1939-1947). Tot i haver tal ambient conflictiu, la fusió va facilitar el manteniment d'un nivell tècnic potent al poble, i un dels efectes fou l'assalt exitós al 4 de 8; el primer 4 de 8 carregat i descarregat amb posterioritat a la Guerra Civil espanyola fou obra de la Colla dels Xiquets de Valls el 4 de setembre de 1939, a Torredembarra. La vila torrenca seria la seu dels dos únics 4 de 8 de tota la Postguerra, a la diada de Santa Rosalia de 1939 i 1941.
Els Nens del Vendrell carregaren aquest castell l'any 1945 i el descarregaren l'any 1946. A partir d'aleshores es veurien quatres de vuit amb certa regularitat, sent un dels ingredients essencials per a la lenta recuperació del Món Casteller.

### De 1947 a 1979; el 4 de 8 va creixent lentament
Passada la Postguerra, i fins a arribar als anys 80, el 4 de 8 es va posar al punt de mira de nombroses colles del moment, convertint-se en un repte que donava categoria. Tinguem en compte que era un dels majors reptes que es podien dur a plaça durant tal cronologia, sent un símbol de la lenta revifalla castellera que s'allargaria fins a 1980.
A la fase final dels anys 40 i fins a la dècada de 1970 el creixement del carro gros va ser pausat i lent: La Muixerra de Valls (1947-1964) el va carregar i descarregar ràpidament per les festes de Sant Josep el 19 de març de 1947, poc després de la seva formació. El 23 de setembre de 1947 els Xiquets de Tarragona, o més coneguts com a Vella de Tarragona (1926-1970), el descarregarien a la seva ciutat sense haver-ne carregat cap prèviament. Es convertien així en la primera colla tarragonina en efectuar una estructura de vuit pisos. La Colla Vella dels Xiquets de Valls el carregà el 30 d'agost de 1954, en la diada de Sant Fèlix, i el descarregà quatre anys després a la mateixa diada, el 30 d'agost de 1958. Els Xiquets de Sant Magí l'arribaren a carregar per Santa Tecla, el 23 de setembre de 1954. Els Castellers de Vilafranca el carregaren per primera vegada el 12 d'octubre de 1969 i el descarregaren el 30 d'agost de 1971. La Colla Joves Xiquets de Valls, refundada el 1971 rere la desaparició de La Muixerra el 1964, aconseguiria carregar el 4 de 8 el 30 d'agost de 1972 a Vilafranca i el descarregà el 15 d'agost de 1975 a la Bisbal del Penedès. Els Bordegassos de Vilanova el carregaren e 28 d'octubre de 1979 a casa seva.

### De 1980 a 1999; la definitiva expansió del 4 de 8
A partir dels anys 80 el 4 de 8 veuria una ampliació de les seves fronteres, visquen un creixement sense cap tipus de precedents. Entre 1980 i 1999 un total de 21 entitats diferents arribarien a fer l'aleta al carro gros, tot gràcies a la virtual pujada global del nivell casteller des del 1981 i a la formació de nombroses colles arreu de Catalunya.
Tanmateix, cal subratllar i valorar molt positivament la magnitud de les xifres que presentà el castell i els seus percentatges d'èxit: En total, durant les dècades de 1980 i 1990 es van efectuar 1.988 proves de 4 de 8 per part de fins a 25 agrupacions castelleres, i en total se'n van descarregar el 70,7% (1.406), no caient-ne ni el 20% de les temptatives dutes a plaça. Mai s'havia viscut tal magnitud no efectivitat en quant al 4 de 8, i aquestes xifres arribarien només per poder ser millorades posteriorment. Per fi el 4 de 8 s'havia arrelat completament al panorama de les torres humanes catalanes, superant fins i tot el seu respectiu historial d'èxit al segle xix.

### Elseglexxi; una cursa ascendent
El 5 de novembre del 2000, els Castellers de Lleida el van carregar per primera vegada i al primer intent, en la diada de la VI Diada dels Castellers de Lleida, celebrada a la plaça de la Paeria. Des del 1979, que cap altra colla no aconseguia carregar-lo al primer intent, fet aconseguit per última vegada pels Bordegassos de Vilanova.
Les úniques colles que han aconseguit descarregar el 4 de 8 en el primer intent realitzat per la colla són els Arreplegats de la Zona Universitària (9 de maig de 2009), els Moixiganguers d'Igualada (22 d'agost de 2010), els Margeners de Guissona (11 de setembre de 2011), els Castellers del Poble Sec (17 de novembre de 2013) i els Castellers de Badalona (25 de setembre de 2016).

## Colles

### Assolit
Malgrat la seva envergadura, són nombroses les colles que han descarregat aquest castell en l'època moderna:
| Núm. | Colla                                    | Carregat               | Diada                                                 | Plaça                                                                      | Descarregat            | Diada                                                          | Plaça                                                                      |
| ---- | ---------------------------------------- | ---------------------- | ----------------------------------------------------- | -------------------------------------------------------------------------- | ---------------------- | -------------------------------------------------------------- | -------------------------------------------------------------------------- |
| 1    | Colla Vella dels Xiquets de Valls        | 28 d'agost de 1932     | Festa Major de l'Arboç                                | L'Arboç                                                                    | 9 de setembre de 1934  | Festa Major de Montblanc                                       | Montblanc                                                                  |
| 2    | Nens del Vendrell                        | 30 d'agost de 1935     | Festa Major de Vilafranca del Penedès                 | Plaça de la Vila, Vilafranca del Penedès                                   | 30 d'agost de 1946     | Festa Major de Vilafranca del Penedès                          | Plaça de la Vila, Vilafranca del Penedès                                   |
| 3    | Castellers de Vilafranca                 | 12 d'octubre de 1969   | Diada de la Colla                                     | Plaça de la Vila, Vilafranca del Penedès                                   | 30 d'agost de 1971     | IV Trofeu Anxaneta de Plata, Diada de Sant Fèlix               | Plaça de la Vila, Vilafranca del Penedès                                   |
| 4    | Colla Joves Xiquets de Valls             | 30 d'agost de 1972     | Diada de Sant Fèlix                                   | Plaça de la Vila, Vilafranca del Penedès                                   | 15 d'agost de 1975     | Festa Major de la Bisbal del Penedès                           | La Bisbal del Penedès                                                      |
| 5    | Bordegassos de Vilanova                  | 28 d'octubre de 1979   | Diada de la Colla                                     | Plaça de la Vila, Vilanova i la Geltrú                                     | 17 de setembre de 1994 | XXV Aniversari Castellers de Barcelona                         | Passeig del Born, Barcelona                                                |
| 6    | Xiquets de Tarragona                     | 4 de juliol de 1981    | Festes de Sant Pere i Sant Pau                        | Sant Pere i Sant Pau, Tarragona                                            | 26 de juliol de 1981   | Diada Castellera de Sant Jaume                                 | Tarragona                                                                  |
| 7    | Castellers de Barcelona                  | 24 de setembre de 1981 | Diada de la Mercè (colles convidades)                 | Plaça de Sant Jaume, Barcelona                                             | 31 de juliol de 1982   | Diada castellera de Màrtirs Street                             | Vilafranca del Penedès                                                     |
| 8    | Minyons de Terrassa                      | 21 de novembre de 1982 | IV Diada dels Minyons de Terrassa                     | Raval de Montserrat, Terrassa                                              | 24 de setembre de 1983 | Diada de la Mercè                                              | Plaça de Sant Jaume, Barcelona                                             |
| 9    | Colla Jove Xiquets de Tarragona          | 15 d'agost de 1984     | Festa Major de La Bisbal del Penedès                  | La Bisbal del Penedès                                                      | 23 de setembre de 1984 | Diada de Santa Tecla                                           | Plaça de la Font, Tarragona                                                |
| 10   | Xiquets de Reus                          | 8 d'agost de 1987      | Diada del Turisme                                     | Plaça del Mercadal, Reus                                                   | 13 d'agost de 1988     | Diada castellera                                               | Plaça del Mercadal, Reus                                                   |
| 11   | Castellers de Terrassa                   | 1 de novembre de 1987  | Diada de Tots Sants                                   | Plaça de la Vila, Vilafranca del Penedès                                   | 22 de novembre de 1987 | Diada castellera                                               | Raval de Montserrat, Terrassa                                              |
| 12   | Xiquets de la Vila d'Alcover             | 6 de novembre de 1994  | Fira de Vila-rodona                                   | Vila-rodona                                                                | No descarregat         | No descarregat                                                 | No descarregat                                                             |
| 13   | Colla Castellera de Sant Pere i Sant Pau | 10 de juny de 1995     | 5è aniversari dels Castellers de Sant Pere i Sant Pau | Tarragona                                                                  | 23 de setembre de 2015 | Diada de Santa Tecla                                           | Tarragona                                                                  |
| 14   | Castellers de Cornellà                   | 5 de novembre de 1995  | Diada dels Castellers de Cornellà                     | Cornellà de Llobregat                                                      | 2 de desembre de 1995  | I Trobada Baix Llobregat                                       | Sant Andreu de la Barca                                                    |
| 15   | Xics de Granollers                       | 12 de novembre de 1995 | Diada dels Xics de Granollers                         | La Porxada, Granollers                                                     | 11 de setembre de 1996 | Festa Major de Llinars del Vallès, Diada Nacional de Catalunya | Llinars del Vallès                                                         |
| 16   | Xiquets del Serrallo                     | 19 d'agost de 1996     | Processó de Sant Magí                                 | Tarragona                                                                  | No descarregat         | No descarregat                                                 | No descarregat                                                             |
| 17   | Castellers de Sabadell                   | 8 de setembre de 1996  | Festa Major de Sabadell                               | Plaça de Sant Roc, Sabadell                                                | 13 de juny de 2010     | Sabadell, Festa i Tradició                                     | Plaça del Mercat, Sabadell                                                 |
| 18   | Castellers de Sants                      | 19 d'octubre de 1997   | V Diada dels Castellers de Sants                      | Sants, Barcelona                                                           | 19 d'octubre de 1997   | V Diada dels Castellers de Sants                               | Sants, Barcelona                                                           |
| 19   | Capgrossos de Mataró                     | 26 de juliol de 1998   | Festa Major de Mataró                                 | Mataró                                                                     | 26 de juliol de 1998   | Festa Major de Mataró                                          | Mataró                                                                     |
| 20   | Xicots de Vilafranca                     | 29 d'agost de 1998     | Vigília de Festa Major                                | Vilafranca del Penedès                                                     | 26 de juny de 1999     | Diada de Sant Pere                                             | Sant Cugat del Vallès                                                      |
| 21   | Tirallongues de Manresa                  | 8 de novembre de 1998  | VII Diada dels Tirallongues                           | Manresa                                                                    | 5 d'agost de 2017      | Festa Major de Millars                                         | Rue de la Fontaine, Millars (Rosselló)                                     |
| 22   | Castellers de Lleida                     | 5 de novembre de 2000  | VI Diada dels Castellers de Lleida                    | Plaça de la Paeria, Lleida                                                 | 30 de setembre de 2001 | Festa Major de Sant Miquel                                     | Plaça de la Paeria, Lleida                                                 |
| 23   | Marrecs de Salt                          | 28 d'octubre de 2001   | Fires i Festes de Sant Narcís                         | Plaça del Vi, Girona                                                       | 28 d'octubre de 2001   | Fires i Festes de Sant Narcís                                  | Plaça del Vi, Girona                                                       |
| 24   | Sagals d'Osona                           | 8 de setembre de 2002  | 4 Diada Eix Transversal                               | Plaça Major, Vic                                                           | 8 de setembre de 2002  | 4 Diada Eix Transversal                                        | Plaça Major, Vic                                                           |
| 25   | Castellers de la Vila de Gràcia          | 6 d'octubre de 2002    | XIX Concurs de castells de Tarragona                  | Plaça de braus de Tarragona                                                | 17 d'agost de 2003     | Festa Major de Gràcia                                          | Plaça de Rius i Taulet, Vila de Gràcia, Barcelona                          |
| 26   | Colla Jove de Castellers de Sitges       | 24 de setembre de 2006 | Diada de Santa Tecla                                  | Cap de la Vila, Sitges                                                     | 24 de setembre de 2006 | Diada de Santa Tecla                                           | Cap de la Vila, Sitges                                                     |
| 27   | Castellers de Sant Cugat                 | 11 de novembre de 2007 | XI Diada dels Castellers de Sant Cugat                | Plaça d'Octavià, Sant Cugat del Vallès                                     | 3 de juliol de 2011    | Diada de Festa Major de Sant Pere                              | Plaça d'Octavià, Sant Cugat del Vallès                                     |
| 28   | Arreplegats de la Zona Universitària     | 9 de maig de 2009      | Festes de la Facultat d'Informàtica de Barcelona      | Facultat d'Informàtica de Barcelona (FIB), Campus Diagonal Nord, Barcelona | 9 de maig de 2009      | Festes de la Facultat d'Informàtica de Barcelona               | Facultat d'Informàtica de Barcelona (FIB), Campus Diagonal Nord, Barcelona |
| 29   | Al·lots de Llevant                       | 1 de novembre de 2009  | Diada de Tots Sants                                   | Plaça de la Vila, Vilafranca del Penedès                                   | 1 d'octubre de 2016    | XXVI Concurs de castells de Tarragona                          | Plaça de braus de Tarragona                                                |
| 30   | Moixiganguers d'Igualada                 | 22 d'agost de 2010     | Festa Major d'Igualada                                | Plaça de l'Ajuntament, Igualada                                            | 22 d'agost de 2010     | Festa Major d'Igualada                                         | Plaça de l'Ajuntament, Igualada                                            |
| 31   | Margeners de Guissona                    | 11 de setembre de 2011 | Festa Major de Guissona, Diada Nacional de Catalunya  | Plaça de la Vila, Guissona                                                 | 11 de setembre de 2011 | Festa Major de Guissona, Diada Nacional de Catalunya           | Plaça de la Vila, Guissona                                                 |
| 32   | Castellers de Mallorca                   | 15 d'octubre de 2011   | XIII Diada dels Castellers de Mallorca                | Plaça de Cort, Palma                                                       | No descarregat         | No descarregat                                                 | No descarregat                                                             |
| 33   | Colla de Castellers d'Esplugues          | 23 de setembre de 2012 | Festa Major de Sant Mateu                             | Plaça de Santa Magdalena, Esplugues de Llobregat                           | 23 de setembre de 2012 | Festa Major de Sant Mateu                                      | Plaça de Santa Magdalena, Esplugues de Llobregat                           |
| 34   | Castellers de la Sagrada Família         | 21 d'octubre de 2012   | X Aniversari dels Castellers de la Sagrada Família    | Carrer de la Marina (davant la Sagrada Família)                            | 18 d'octubre de 2015   | XIII Aniversari dels Castellers de la Sagrada Família          | Carrer de la Marina (davant la Sagrada Família)                            |
| 35   | Castellers del Poble Sec                 | 17 de novembre de 2013 | Diada dels Castellers de la Vila de Gràcia            | Plaça de la Vila de Gràcia                                                 | 17 de novembre de 2013 | Diada dels Castellers de la Vila de Gràcia                     | Plaça de la Vila de Gràcia                                                 |
| 36   | Castellers de Badalona                   | 25 de setembre de 2016 | XXVI Concurs de castells de Tarragona                 | Pavelló de Sant Jordi, Torredembarra                                       | 25 de setembre de 2016 | XXVI Concurs de Castells de Tarragona                          | Pavelló de Sant Jordi, Torredembarra                                       |
| 37   | Castellers de Berga                      | 1 d'octubre de 2016    | XXVI Concurs de castells de Tarragona                 | Plaça de braus, Tarragona                                                  | 15 de juliol de 2017   | V Aniversari dels Castellers de Berga                          | Plaça de Sant Pere, Berga                                                  |
| 38   | Colla Castellera Jove de Barcelona       | 17 de setembre de 2017 | Diada de Festa Major del Poblenou                     | Rambla del Poblenou (davant el Casino)                                     | 17 de setembre de 2017 | Diada de Festa Major del Poblenou                              | Rambla del Poblenou (davant el Casino)                                     |
| 39   | Castellers de Castelldefels              | 29 de setembre de 2024 | XXIX Concurs de Castells de Tarragona                 | Plaça del Castell, Torredembarra                                           | No descarregat         | No descarregat                                                 | No descarregat                                                             |

### No assolit
Hi ha 9 colles castelleres que han intentat el 4 de 8, és a dir, que l'ha assajat i portat a plaça però que no l'ha carregat mai. Val a dir que algunes d'aquestes colles actualment ja no estan en actiu. La taula següent mostra la data, diada i plaça en què les colles l'intentaren per primera vegada:
| Núm. | Colla                                 | Data                   | Diada                                  | Plaça                                           |
| ---- | ------------------------------------- | ---------------------- | -------------------------------------- | ----------------------------------------------- |
| 1    | Mirons del Vendrell                   | 24 de setembre de 1933 | II Concurs de castells de Tarragona    | Plaça de braus, Tarragona                       |
| 2    | Colla Vella dels Xiquets de Tarragona | 23 de setembre de 1935 | Festa Major de Tarragona               | Tarragona                                       |
| 3    | Castellers de Sitges                  | 26 de juliol de 1981   | Diada castellera                       | Tarragona                                       |
| 4    | Colla Nova del Vendrell               | 4 d'abril de 1994      | Celebració per l'expedició al K2       | El Vendrell                                     |
| 5    | Ganxets de Reus                       | 4 d'octubre de 1998    | XVII Concurs de castells de Tarragona  | Plaça de braus, Tarragona                       |
| 6    | Castellers de Cerdanyola              | 9 de novembre de 2014  | Diada de Sant Martí                    | Plaça de Francesc Layret, Cerdanyola del Vallès |
| 7    | Nois de la Torre                      | 6 d'octubre de 2018    | XXVII Concurs de castells de Tarragona | Tarraco Arena Plaça, Tarragona                  |
| 8    | Colla Castellera de Figueres          | 10 de novembre de 2019 | Diada dels Sagals d'Osona              | Plaça de la Catedral, Vic                       |
| 9    | Castellers d'Esparreguera             | 5 d'octubre de 2024    | XXIX Concurs de Castells de Tarragona  | Tarraco Arena Plaça, Tarragona                  |

## Variants

### Amb l'agulla
El 4 de 8 amb l'agulla, també anomenat 4 de 8 amb el pilar al mig, és un castell de 8 pisos d'alçada i 4 castellers per pis, que en descarregar-se deixa al descobert un pilar de 6. L'estructura d'aquest castell és més oberta que la d'un 4 de 8 normal per tal que el pilar tingui espai a l'interior del castell. Una vegada l'enxaneta fa l'aleta a l'estructura del 4 i comença a baixar del castell, l'acotxador o la mateixa enxaneta indiferentment entra al pilar com a enxaneta i el corona. Com la resta de castells amb l'agulla, només es considera carregat quan el pilar complet resta sobre la pinya, és a dir, quan l'estructura del 4 s'ha desmuntat.

### 7 de 8
El 7 de 8 és un castell d'estructura composta de 8 pisos d'alçada i 7 persones per pis.

### Net
El 4 de 8 net és una variant del 4 de 8 normal que es fa sense el suport de la pinya. Com la resta de castells sense pinya, es tracta d'un castell que no se sol veure a les places, ja que les colles el fan a l'assaig com a prova per preparar el mateix castell amb un pis superior, el 4 de 9 sense folre. D'aquest manera, els primers a fer-lo en època moderna foren els Minyons de Terrassa abans d'afrontar-lo amb un pis més el 20 de novembre 1994 en la XVI Diada dels Minyons de Terrassa, castell que finalment quedà en un intent.

## Galeria d'imatges

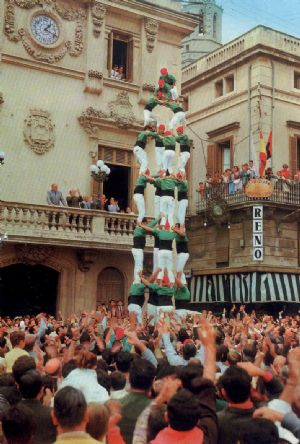
Primer 4 de 8 carregat dels Castellers de Vilafranca (1969)
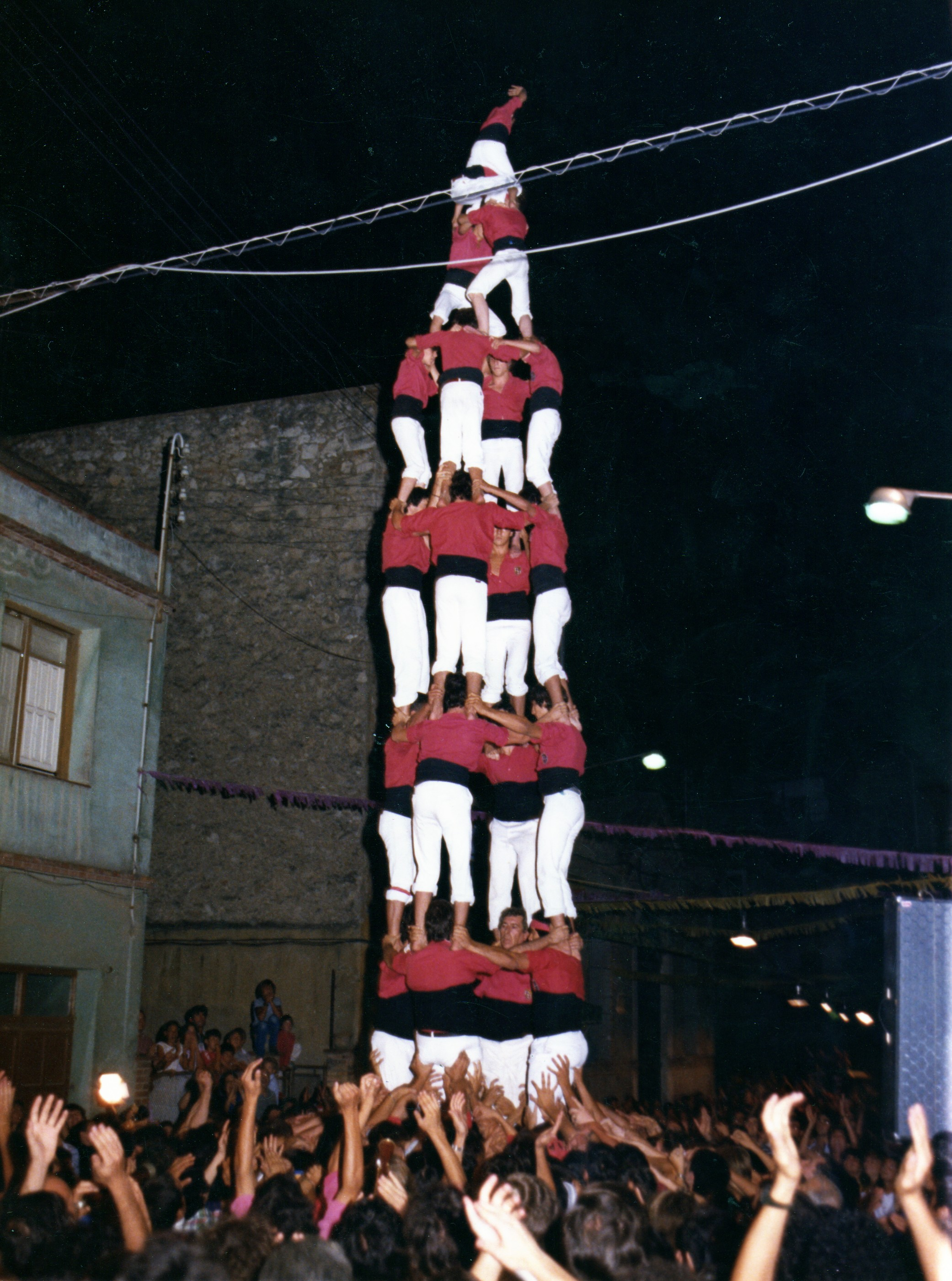
Primer 4 de 8 descarregat dels Castellers de Barcelona (1982)
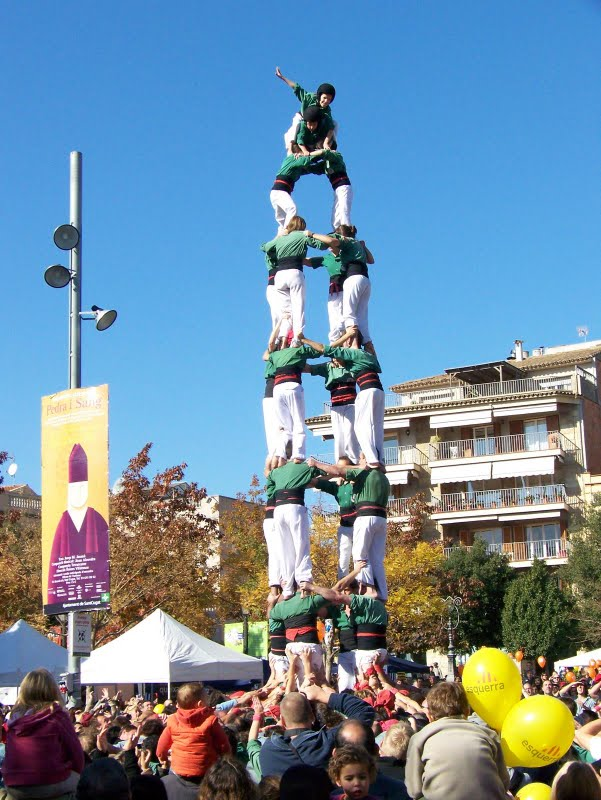
Primer 4 de 8 carregat dels Castellers de Sant Cugat (2007)
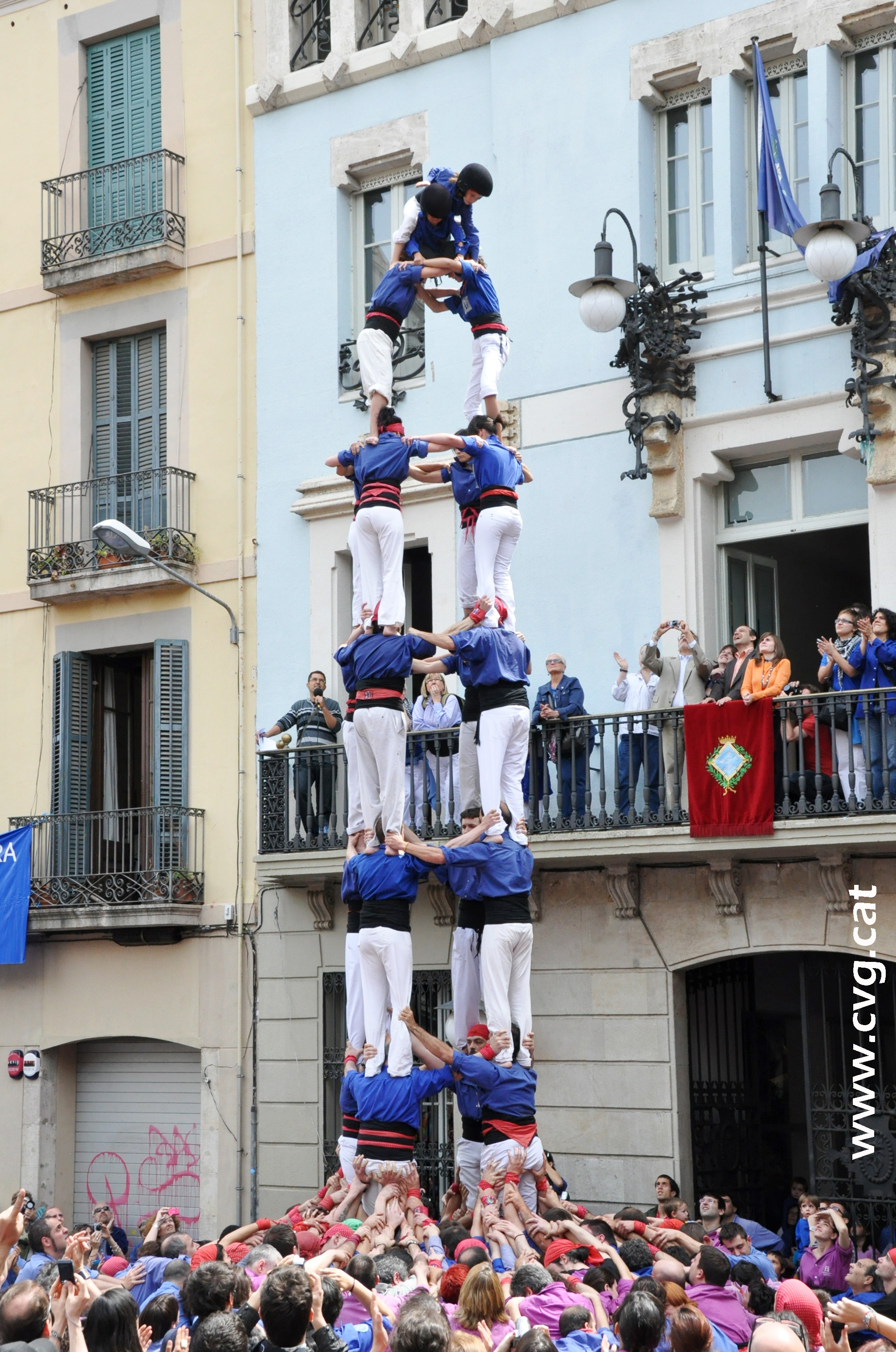
4 de 8 dels Castellers de la Vila de Gràcia
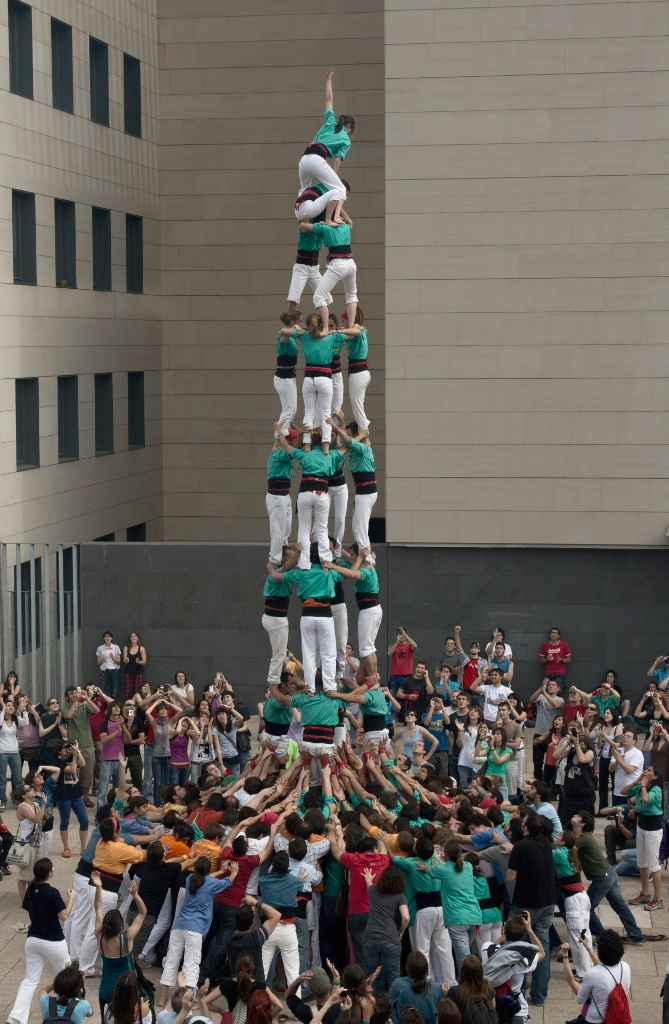
El primer 4 de 8 fet mai per una colla castellera universitària. Fou descarregat pels Arreplegats de la Zona Universitària el 8 de maig del 2009.